# Stade Raimundo Vieira Neto
Le Stade Raimundo Vieira Neto (en portugais : Estádio Raimundo Vieira Neto), également connu sous le nom de Vieirão, est un stade de football brésilien situé dans la ville d'Itapagé, dans l'État du Ceará.
Le stade, doté de 2 000 places, sert d'enceinte à domicile aux équipes de football de l'Itapajé Futebol Clube.